# Venstresocialisterne
Venstresocialisterne (Vänstersocialisterna, VS) var ett politiskt parti i Danmark grundat 1967 efter en splittring av Socialistisk Folkeparti. Det ombildades 1998 till en förening.
År 1989 grundades Enhedslisten tillsammans med Danmarks kommunistiska parti och Socialistisk Arbejderparti. VS hade under en tid även en ungdomsorganisation kallad Venstresocialisternes Ungdom. Tidskriften Politisk Revy var tidvis partiets språkrör. En av grundarna var författaren Kai Moltke, som lämnade partiet redan 1968

## Valresultat
| Valår | Röster  | Procent | Mandat |
| ----- | ------- | ------- | ------ |
| 1968  | 57 184  | 2,0 %   | 4      |
| 1971  | 45 979  | 1,6 %   | 0      |
| 1973  | 44 843  | 1,5 %   | 0      |
| 1975  | 63 579  | 2,1 %   | 4      |
| 1977  | 83 667  | 2,7 %   | 5      |
| 1979  | 116 047 | 3,7 %   | 6      |
| 1981  | 82 711  | 2,7 %   | 5      |
| 1984  | 89 356  | 2,7 %   | 5      |
| 1987  | 46 141  | 1,4 %   | 0      |
| 1988  | 20 303  | 0,6 %   | 0      |